# الأخطار في قلبي
الأخطار في قلبي (بالإنجليزية: The Dangers in My Heart) هي سلسلة مانغا يابانية تنشر في مجلة شامبيون شونن الأسبوعية منذ مارس 2018 وتم جمعها في 5 تانكوبون.

## الجوائز والترشيحات
| قائمة الجوائز والترشيحات | قائمة الجوائز والترشيحات | قائمة الجوائز والترشيحات  | قائمة الجوائز والترشيحات | قائمة الجوائز والترشيحات | قائمة الجوائز والترشيحات |
| السنة                    | الجائزة                  | الفئة                     | المستلم                  | النتيجة                  | م.                       |
| ------------------------ | ------------------------ | ------------------------- | ------------------------ | ------------------------ | ------------------------ |
| 2020                     | جائزة المانغا القادمة    | أفضل مانغا                | الأخطار في قلبي          | فوز                      |                          |
| 2025                     | جوائز كرانشي رول للأنمي  | أفضل أنمي شريحة من الحياة | الأخطار في قلبي - موسم 2 | رُشِّح                      | [ 2 ]                    |
| 2025                     | جوائز كرانشي رول للأنمي  | أفضل أنمي رومانسي         | الأخطار في قلبي - موسم 2 | رُشِّح                      | [ 2 ]                    |